# Jeff Vermeulen
Jeff Vermeulen (Zwolle, 7 oktober 1988) is een Nederlandse voormalige baan- en wegwielrenner.

## Biografie
Vermeulen begon als baanwielrenner. Zo werd hij in augustus 2006 samen met Pim Ligthart vicewereldkampioen in de ploegkoers. Enkel de Australische broers Cameron en Travis Meyer moesten ze met twee punten verschil laten voorgaan. Op het einde van dat jaar reed hij zijn eerste Nederlands kampioenschap bij de elite. Het daaropvolgende seizoen won hij zijn eerste nationale titel, namelijk achter de derny. In 2008 reed hij voor eigen volk in de Omnisport Apeldoorn het Europees kampioenschap voor beloften. Hij vormde weer een koppel met Ligthart, ditmaal werden ze enkel geklopt door Tomas Alberio en Elia Viviani uit Italië.
In 2010 maakte hij de overstap naar de elite bij het AA Drink Cycling Team. Het daaropvolgende seizoen vertrok hij naar Cyclingteam De Rijke. Hier bleef hij ook maar één seizoen want de 23-jarige Vermeulen trok naar het Metec Continental Cyclingteam. Na een goed voorjaar boekte hij in mei zijn eerste profzege, hij won de derde etappe in de Olympia's Tour. In Hoofddorp klopte hij Johim Ariesen in de spurt. Later won hij ook nog de openingsetappe in de Koers van de Olympische Solidariteit. 2013 moest voor Vermeulen het seizoen van de definitieve doorbraak naar de profs worden. Op 7 augustus 2013 werd echter bekend dat hij positief testte bij een dopingcontrole. Op 20 november van dat jaar volgde een tweede positieve dopingtest, waarna hij ontslagen werd door werkgever Metec. In afwachting van een uitspraak was hij voorlopig geschorst door wielerbond KNWU.
Vermeulen maakte in het begin van het seizoen 2015 zijn comeback in de kleuren van Cyclingteam Jo Piels, de ploeg waar hij tot en met 2017 verbleef.
Van 2023-2025 maakte hij deel uit van de staf van BEAT Cycling.

## Palmares

### Baanwielrennen
| Jaar | NK                                                  | EK    | WK | Overig      |
| ---- | --------------------------------------------------- | ----- | -- | ----------- |
| 2006 | derny · ploegkoers · achtervolging                  |       |    |             |
| 2007 | derny · omnium · puntenkoers · ploegkoers · scratch |       |    | UIV München |
| 2008 | puntenkoers                                         |       |    |             |
| 2009 | achtervolging · ploegkoers · puntenkoers · scratch  |       |    |             |
| 2010 | derny                                               |       |    |             |
| 2011 |                                                     | derny |    |             |
|      |                                                     |       |    |             |
| 2015 | derny                                               |       |    |             |

### Wegwielrennen
2009
Kernen Omloop Echt-Susteren
2011
Ronde van Zuid-Holland
2012
3e etappe Olympia's Tour
1e etappe Koers van de Olympische Solidariteit
2013
PWZ Zuidenveldtour
1e etappe Olympia's Tour
3e etappe Olympia's Tour
2015
PWZ Zuidenveldtour
Ronde van Overijssel
1e etappe A Olympia's Tour (ploegentijdrit)
4e etappe Olympia's Tour
2e etappe Paris-Arras Tour
2016
Ster van Zwolle
5e etappe Ronde van Loir-et-Cher